# 尹州
尹州，中国隋朝、唐朝时设置的州。
- 隋文帝开皇九年（589年）平陈后改南定州置尹州，治所在郁林县（今广西贵港市东南郁江南岸）。下辖郁林县、龙山县、怀泽县、布山县、武平县、郁平县、马度县、阿林县、石南县、贵平县。隋炀帝大业二年（606年）改为郁州。
- 唐高祖武德四年（621年）置羁縻州尹州，又作伊州。治所在马邑县（今云南牟定县东北十二里马厂），属姚州都督府。辖境约当今云南省牟定县、姚安县、大姚县和元谋县南部、禄丰县西北部地区。领五县：马邑、天池、盐泉、甘泉、涌泉。领1700户。无里数。接髳州。唐玄宗天宝年间入于南诏。
- 唐高宗仪凤二年（677年）置羁縻州尹州，属芳池州都督府，治今甘肃省华池县白马乡，安置党项羌野利部落，唐代宗广德二年（764年）归吐蕃。